# Blacus brachialis
Blacus brachialis är en stekelart som beskrevs av Camillo Rondani 1877. Blacus brachialis ingår i släktet Blacus och familjen bracksteklar. Inga underarter finns listade.